# Самознай Майтапер
Самознай Майтапер (обикновено наричан само Сам; в оригинал Samwise "Sam" Gamgee) е персонаж от романа „Властелинът на пръстените“ на Дж. Р. Р. Толкин.
 Внимание:  Текстът по-долу разкрива сюжета на произведението (или части от него)!
Сам е хобит, приятел от детинство на Фродо Бегинс. Когато Фродо напуска Графството, Сам го придружава заедно с Пипин Тук и Мериадок Брендифук. По-късно заедно с останалите четирима хобити става член на Задругата на Пръстена.
Задругата се разделя при Амон Хен. Сам и Фродо се отделят и заедно тръгват към Мордор. След тях привлечен от силата на пръстена и желание да си го върне върви и съществото Ам-гъл. Фродо пленява Ам-гъл и го използва за водач по пътя към Мордор.
Ам-гъл предава Фродо и Сам като ги води по пътя през Сирит Унгол, където се намира леговището на гигантския паяк Корубана, като планира да вземе Пръстена, след като Корубана убие двамата хобити. Корубана успява да ухапе Фродо, но той е спасен от Сам, който убива гигантския паяк. Орките пленяват Фродо, но не и Сам. Преди пристигането на орките Самознай взима Пръстена на Фродо и с негова помощ остава незабелязан. Самознай успява да спаси Фродо от подземията (не без помощта на оркската алчност). Заедно с Фродо Сам достига до Мордор, където Пръстенът бива унищожен.
Дълги години след Войната на Пръстена Самознай Майтапер е кмет на Графството. Шест (6) пъти заема тази длъжност. Жени се за Роза Памуксън. Ражда им се дъщеря — Еланор Прекрасната. През 61 г. от Четвъртата епоха отплава отвъд Морето.